# Hemibystra ufipicola
Hemibystra ufipicola är en stekelart som beskrevs av Heinrich 1968. Hemibystra ufipicola ingår i släktet Hemibystra och familjen brokparasitsteklar. Inga underarter finns listade i Catalogue of Life.